# Gangoh
Gangoh è una suddivisione dell'India, classificata come municipal board, di 53.947 abitanti, situata nel distretto di Saharanpur, nello stato federato dell'Uttar Pradesh. In base al numero di abitanti la città rientra nella classe II (da 50.000 a 99.999 persone).

## Geografia fisica
La città è situata a 29° 46' 0 N e 77° 15' 0 E e ha un'altitudine di 251 m s.l.m..

## Società

### Evoluzione demografica
Al censimento del 2001 la popolazione di Gangoh assommava a 53.947 persone, delle quali 29.831 maschi e 24.116 femmine. I bambini di età inferiore o uguale ai sei anni assommavano a 8.655, dei quali 4.680 maschi e 3.975 femmine. Infine, coloro che erano in grado di saper almeno leggere e scrivere erano 21.628, dei quali 14.008 maschi e 7.620 femmine.